# NGC 5915
NGC 5915 es una galaxia espiral barrada ubicada en la constelación de Libra. Su velocidad con respecto al fondo cósmico de microondas es de 2449 ± 13 km/s, lo que se traduce en una distancia de Hubble de 36,12 ± 2,54 megaparsecs (aproximadamente 118 millones de años luz). Esta galaxia fue descubierta por el astrónomo británico John Herschel el 5 de junio de 1836.
NGC 5915 forma parte de un triplete de galaxias, interactuando gravitacionalmente con NGC 5916 y NGC 5916A (también conocida como PGC 54779). Además, se ha registrado la aparición de una supernova en NGC 5915, denominada SN 2023cpt, clasificada como de tipo Ic y con una magnitud de 17,1.